# Маркус Тулио Танака
Марукус Тулио Танака (јап. 田中 マルクス 闘莉王; Сао Пауло, 24. април 1981) бивши је јапански фудбалер рођен у Бразилу. Са Уравом је наступао на Светском клупском првентву где је његова екипа испала у полуфиналу од италијанског Милана (0:1).
Са репрезентацијом Јапана за коју је одиграо 43 утакмице и постигао 8 голова, учествовао је на Олимпијским играма 2004. године и на Светском првенству 2010. године.

## Статистика
| Јапан  | Јапан | Јапан |
| Год.   | Ута.  | Гол.  |
| ------ | ----- | ----- |
| 2006   | 5     | 1     |
| 2007   | 4     | 1     |
| 2008   | 10    | 2     |
| 2009   | 13    | 2     |
| 2010   | 11    | 2     |
| Укупно | 43    | 8     |

## Трофеји

### Урава
- Азијска Лига шампиона (1) : 2007.
- Првенство Јапана (1) : 2006.
- Царски куп (2) : 2005., 2006.
- Суперкуп Јапана (1) : 2006.

### Нагоја
- Првенство Јапана (1) : 2010.
- Суперкуп Јапана (1) : 2011.